# Szebenyi János (fuvolaművész)
Szebenyi János (Budapest, 1924. május 10. – 2019. június 24.) fuvolaművész és -tanár.

## Élete
1942 és 1948 között a Zeneakadémián Dömötör Lajos és Thürr István növendéke volt. A végzés után Genfben Marcel Moysénél képezte tovább magát.
1945-ben, még akadémistaként lett a Magyar Rádió Szimfonikus Zenekarának szólófuvolása. 1957-től a Magyar Állami Hangversenyzenekarban folytatta pályáját. 1964-ben Darmstadtban részt vett Severino Gazzelloni mesterkurzusán. Az aktív fuvolaművészi pályától 1984-ben vonult vissza. 
1970 és ’90 között a Bartók Béla Konzervatórium tanára volt. Ebben az időszakban tagja volt a Parlando zenepedagógiai folyóirat szerkesztőbizottságának is.
Számos „kismester” fuvolaművét adta közre, ezekből többet lemezre is rögzített. Fuvolára írta át Bartók Három csíkmegyei népdalát.
Felesége Kaplonyi Brigitta zongoratanár és -kísérő volt. Szabadidejében ásványokat gyűjtött.

## Díjai, elismerései
- 1949 – VIT-díj
- 1966 – Szocialista Kultúráért
- 1973 – Liszt Ferenc-díj, II. fokozat
- 1984 – Munka Érdemrend, arany fokozat
- 1987 – Bartók Béla–Pásztory Ditta-díj
- 1994 – A Magyar Köztársasági Érdemrend kiskeresztje